# 塞文 (北卡羅萊納州)
塞文（英語：Severn）是一個位於美國北卡羅萊納州北安普頓縣的城鎮。

## 人口
根據2020年美國人口普查的數據，塞文的面積為2.62平方千米，皆為陸地。當地共有人口191人，而人口密度為每平方千米73人。